# Cueva del Retoret
La cueva del Retoret (en valenciano: cova del Retoret) está situada en el término municipal español de Gandía en el valle de Marchuquera, entre las cuevas de Las Maravillas y la cueva Negra de la Marchuquera Alta. 
Se accede a ella a través de un estrecho agujero y cuenta con tres salas en las que se han hallado restos cerámicos decorados de la época neolítica, de la cultura del vaso campaniforme, así como puntas de flecha y cuchillos en sílex.